# اسکورت سرویس

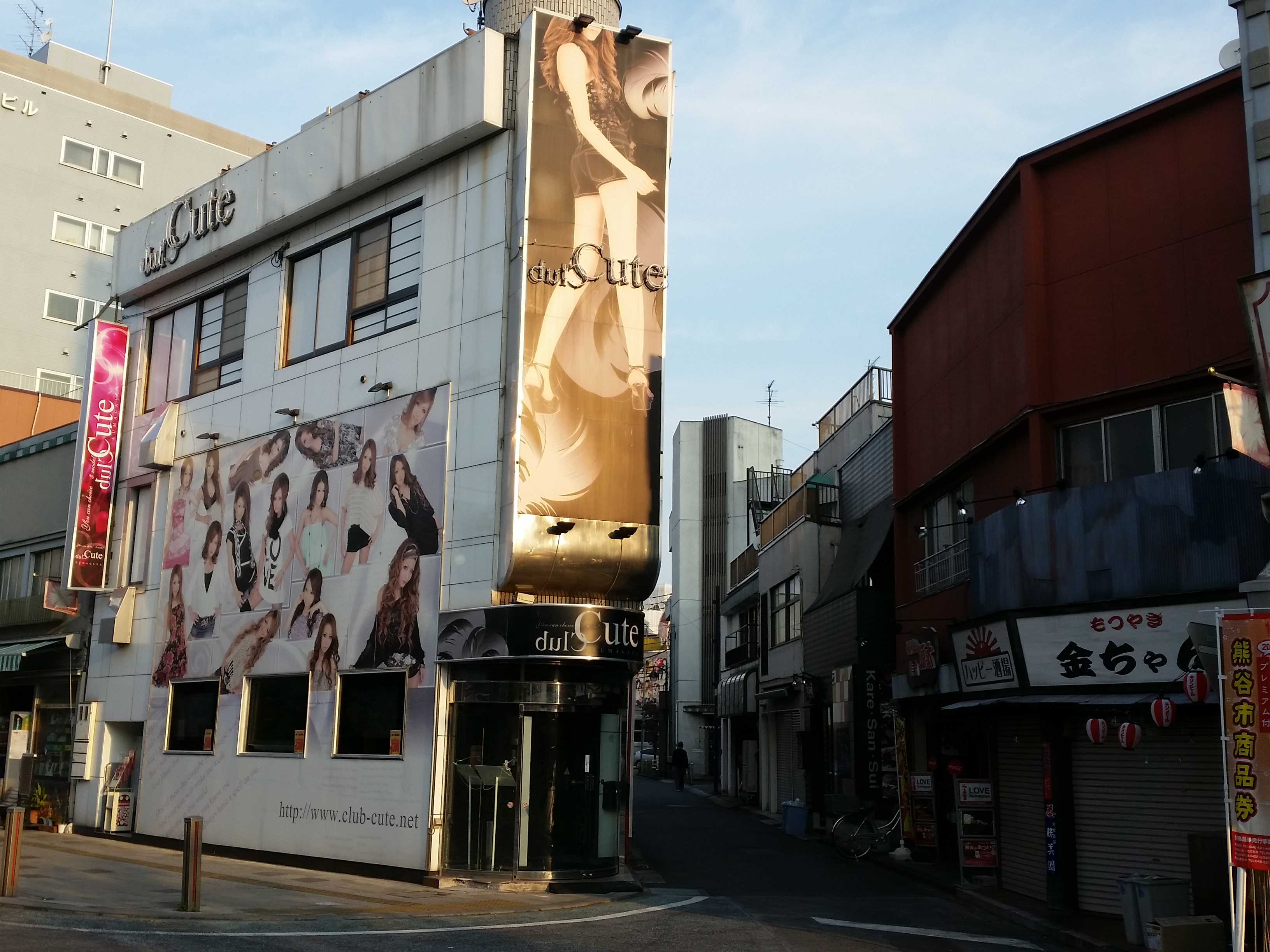
چند کاباره

آژانس‌های اسکورت شرکت‌هایی هستند که خدمات اسکورت یاخدمات جنسی  به مشتریان خودارائه می‌دهند. این آژانس‌ها معمولاً یک جلسه بین ارائه دهنده و مشتری در محل آژانس (بِکِش خانه به زبان عامیانه) یا محل مشتری ترتیب می‌دهند. برخی از سازمان‌ها نیز ارائه اسکورت برای مدت زمان طولانی که ممکن است ارائه دهنده با مشتری باقی بماند یا در طول سفر در تعطیلات یا سفر کسب و کار همراه شود ارائه می‌دهند. این در حالی است که آژانس اسکورت برای این رزرو و خدمات اعزام هزینه دریافت می‌کند و مشتری نیز باید به طور مستقیم با آژانس اسکورت برای هر گونه خدمات دیگر که توسط آژانس ارائه نمی‌شود، از قبیل ارائه خدمات جنسی (صرف نظر از قانونی بودن این خدمات) مذاکره کند.

## آمار
در سال ۲۰۰۵ بررسی در نیوزیلند (که در آن قانون فحشا تنظیم شده بود و در اکثر موارد قانونی در سال ۲۰۰۳) تخمین زده شده که از ۶۰۰۰ روسپی مورد مطالعه حدود ۲۰ درصد برای آژانس‌های اسکورت کار می‌کردند.